# Georg Cleeves
Georg Cleeves (* 1884 in Hannover; † 13. November 1938) war ein deutscher Jurist.
Er wurde 1914 in Marburg mit der Dissertation Die Analogie singulärer Rechtssätze in Theorie und Rechtsprechung promoviert.
Cleeves wirkte in den 1920er und 1930er Jahren als Rechtsanwalt in Berlin. Er machte sich einen Namen durch die Publikation verschiedener steuerrechtlicher Schriften. Zudem war er Mitglied des elitären Deutschen Herrenklubs.

## Schriften
- Die Analogie singulaerer Rechtssaetze in Theorie und Rechtsprechung, 1914.
- Grundriß der gesamten neuen Steuergesetzgebung, 1920. (zusammen mit Frederick Haussmann)
- Das Versicherungssteuergesetz vom 8. April 1922 nebst Ausführungsbestimmungen. Erläuterte Handausgabe von Dr . Georg Cleeves , Rechtsanwalt in Berlin. Unter Mitarbeit von Dr . Hans Rautenberg , Friedenau, 1922.
- Daweslast und Kredit. Ein Gutachten, Berlin 1925. (zusammen mit Richard Rosendorff)
- Die neue Kraftfahrzeugsteuer und ihre Anführungsbestimmungen, Berlin 1928.
- Rechtsschutz der Versicherten, Carl Hemann Verlag, Berlin 1932.